# Francesco Camporesi
Francesco Camporesi (Bologna, 1747 – Mosca, 1831) è stato un architetto italiano.

## Biografia
Fu attivo dal 1782 a Mosca dove si affermò tra i principali esponenti del neoclassicismo. Completò per Caterina II il palazzo Golovin e realizzò numerose residenze e palazzi signorili.
Come primo lavoro ottenne l'incarico di dirigere la costruzione del Katharine-palais, un grandioso edificio che richiese l'esborso di tre milioni e mezzo di rubli e la collaborazione dell'architetto Giacomo Quarenghi.
La costruzione rappresentò un ottimo testimonianza della transizione dallo stile Luigi XVI allo stile Impero.
Nel ventennio che va dal 1790 al 1810, Camporesi realizzò le più importanti residenze della nobiltà russa, sia nelle città sia in campagna.
Negli anni successivi, ebbe qualche contrasto con la casa imperiale, come risulta da un documento scritto dallo stesso Camporesi, e così dal 1819 non ottenne più incarichi dagli zar.
Restano di lui numerosi disegni a carboncino, abbozzi di edifici e di chiese moscovite.